# Jangtse-Stör
Der Jangtse-Stör (Sinosturio dabryanus, Synonym: Acipenser dabryanus) ist eine Fischart aus der Gattung der Störe (Acipenser), die endemisch im Jangtsekiang und seinen Nebenflüssen in China vorkommt. Die Art ist der Natur ausgestorben und wird im Washingtoner Artenschutz-Übereinkommen in Anhang II gelistet.

## Merkmale
Der Jangtse-Stör ist ein relativ kleiner Stör, der eine Körperlänge von durchschnittlich 80 bis 110 und maximal über 130, nach einigen Quellen bis zu 250 cm, und ein Gewicht von über 16 kg erreicht. Ein Atemloch ist vorhanden. Die Schnauze ist kurz und annähernd kegelförmig. Zwei Paar Barteln sitzen dicht vor dem Maul, dessen Lippen kleine Papillen aufweisen. Der Körper weist fünf Reihen von Ganoidschuppen auf, die Haut dazwischen ist rau. Die erste der acht bis 14 Rückenplatten berührt die Kopfplatten nicht. Die 26 bis 54 Seitenplatten sind breiter als hoch. Der Körper ist über dieser Plattenreihe dunkelgrau, graubraun oder gelblich-grau, darunter milchig weiß. Die ventralen Reihen weisen 8 bis 15 Platten auf. Die Bögen der Kiemenreuse tragen 32 bis 55 Strahlen. Die Rückenflosse weist 44 bis 66, die Afterflosse 25 bis 41 Weichstrahlen auf. Hinter der Rückenflosse sitzen 1 bis 2 Platten, hinter der Afterflosse keine.

## Lebensweise
Ausgewachsene Jangtse-Störe sind tagaktiv. Sie besiedeln hauptsächlich uferferne Flussbereiche in 8 bis 10 Meter Wassertiefe über sandig-schlickigem Untergrund. Dort finden sie als Allesfresser eine Fülle von Detritus, benthischen Organismen, Wenigborstern und kleinen Fischen, aber auch von anderen Wirbellosen und Wasserpflanzen. Jungtiere bevorzugen sandige Flachwasserbereiche. Sie sind vorwiegend nachtaktiv und ernähren sich von Zooplankton.
Männchen erreichen die Geschlechtsreife mit vier bis sieben Jahren, Weibchen erst mit sechs bis acht Jahren. Zur Laichablage wandern die Tiere während des Frühjahrshochwassers flussaufwärts. Ihre Laichplätze lagen bei der etwa 2.800 km von der Flussmündung entfernten Stadt Yibin, auf einer 320 km langen Strecke zwischen Maoshui (Yibin) und Heijang, in der Provinz Sichuan. Die klebrigen Eier werden an Steinen abgelegt.

## Systematik
Der Jangtse-Stör wurde 1869 durch den französischen Zoologen Auguste Duméril unter der Bezeichnung Acipenser dabryanus erstmals wissenschaftlich beschrieben. Die Art ist die Typusart der Gattung Sinosturio, die 1929 durch den deutschen Paläontologen Otto Jaekel eingeführt wurde, später aber mit Acipenser synonymisiert wurde. Acipenser war in der alten Zusammensetzung jedoch nicht monophyletisch und im April 2025 wurde die Gattung Sinosturio für eine Klade ostasiatischer und nordpazifischer Störe revalidiert.

## Gefährdung
Der Jangtse-Stör kam ausschließlich im Flusssystem des Jangtsekiangs und in einigen größeren Nebenflüssen vor. Ende des 20. Jahrhunderts ging die Population rapide zurück. Gründe hierfür waren die zunehmende Überfischung, die Zerstörung seines angestammten Lebensraumes durch die Erstellung der Gezhouba-Talsperre, sowie die stark zunehmende Wasserverschmutzung. Obwohl die Population stark abnahm, wurden keine Kläranlagen gebaut und keine Müllentsorgungssysteme entwickelt. Alles wird über den Fluss entsorgt.
Ab 1988 galt der Jangtse-Stör im Unterlauf des Jangtsekiang als ausgestorben. Gesehen wurde er noch im Oberlauf zwischen der Stadt Luzhou und dem Stadtbezirk Jiangjin in der Provinz Sichuan, sowie in den Flüssen Ming, Tuo Jiang und Jialing.
2007 wurden mehr als 5.000 gezüchtete Jungfische im Oberlauf ausgesetzt. Ob sich diese in freier Wildbahn fortpflanzen, ist ungewiss. Auf der Roten Liste der IUCN ist der Jangtse-Stör als in der Natur ausgestorben gelistet.